# 清水徳太郎
清水 徳太郎（しみず とくたろう、1882年（明治15年）2月8日 - 1963年（昭和38年）11月28日）は、日本の鉄道・内務官僚、政治家。官選和歌山県知事、衆議院議員。

## 経歴
富山県下新川郡大家庄村（現朝日町）出身。清水源次郎の三男として生まれる。第四高等学校を経て、1909年、東京帝国大学法科大学政治学科を卒業し、さらに同大学院で学ぶ。1910年11月、文官高等試験行政科試験に合格し、鉄道院書記となる。以後、鉄道院副参事、同参事を歴任。
その後、内務省に転じ山形県西置賜郡長に就任。以後、栃木県理事官、奈良県警察部長、宮崎県警察部長、山形県警察部長、山形県書記官・警察部長、同県書記官・内務部長などを歴任。1927年3月、和歌山県知事に就任するが、同年5月17日に休職となり、その後に退官。
1928年2月の第16回衆議院議員総選挙に山形県第2区から立憲民政党候補として出馬し当選。以後、第20回総選挙まで連続5期当選した。しかし、衆議院議員選挙法違反により1941年4月2日に大審院で有罪が確定し議員の資格を消失した。
戦後、1947年4月の第23回総選挙に民主党候補として富山県第1区から出馬したが返り咲きを果たすことはできなかった。

## 著作
- 『最近欧米各国事情 - 欧米遍歴』三省堂、1933年。